# Massacre de Changjiao

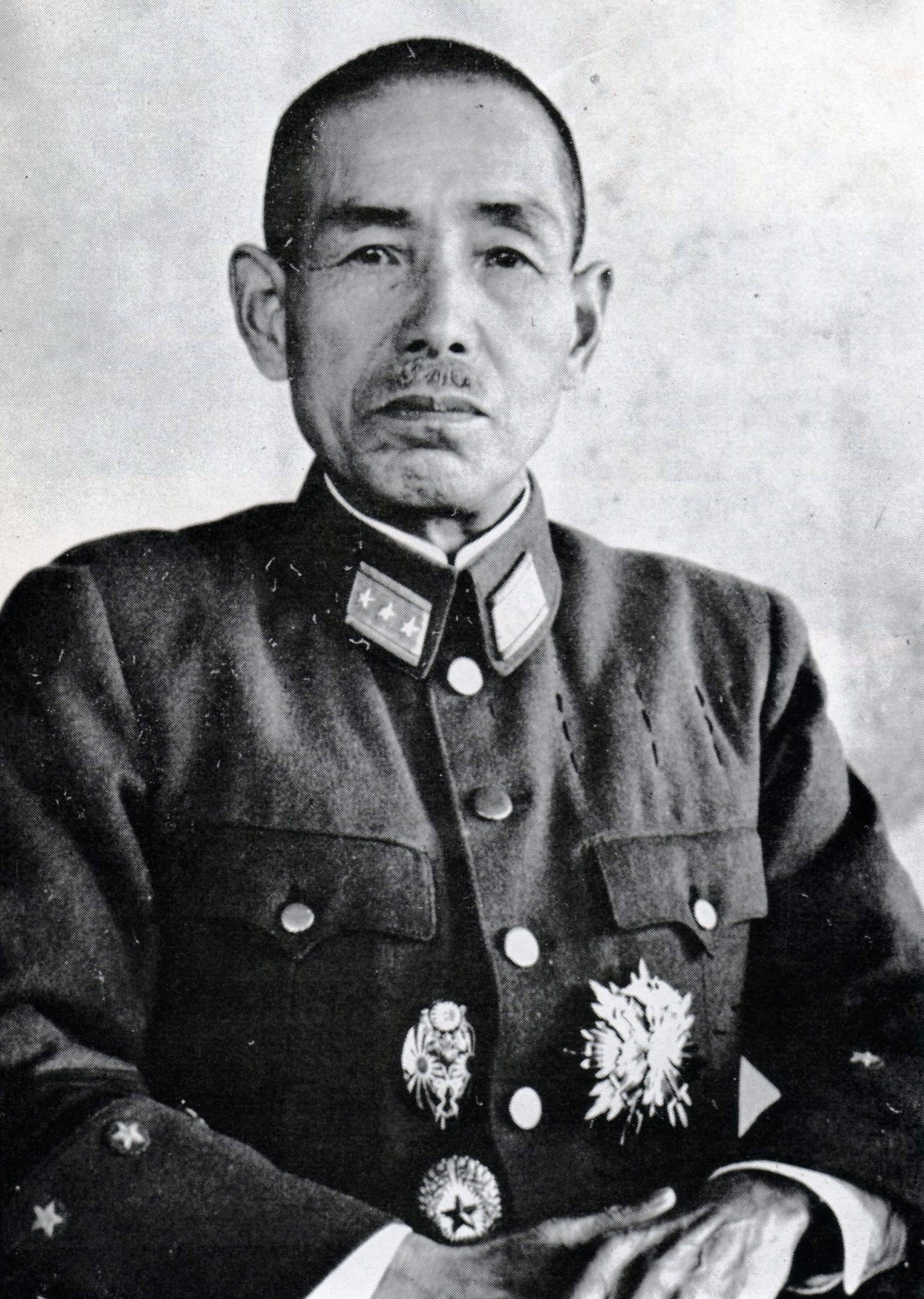
Hata Syunroku

La massacre de Changjiao (en xinès 厂窖惨案) fou un assassinat massiu i brutal de civils i presoners desarmats xinesos, considerada la segona matança, després de massacre de Nanquín, per les seves dimensions, de la qual va ser responsable l'Exèrcit Expedicionari Japonès a la Xina (支那派遣軍), grup militar de l'Exèrcit Imperial Japonès dirigit per Shunroku Hata i que va tenir lloc a Changjiao, al nord de la província de Hunan durant quatre dies (8-12 de maig de 1943). Van morir 30.000 civils i milers de dones van ser violades. Igual que en el cas de la massacre de Nanquín aquesta matança és motiu de controvèrsia. No s'ha trobat, però, cap referència en la informació del Kuomintang ni en fonts històriques occidentals.